# Andreas Canuti Gevaliensis
Andreas Canuti Gevaliensis, född omkring 1590 i Gävle, död 1649 i Nederluleå socken, var en svensk präst och riksdagsman.

## Biografi
Leonard Bygdén uppger att Andreas Canuti Gevaliensis var svåger till kyrkoherden Anders Torstani Holmdalius, varmed han i så fall torde ha varit bror till ärkebiskop Johannes Canuti Lenaeus och sålunda son till hovpredikanten och kyrkoherden i Lena socken, Canutus Petri Gestricius och borgardottern Margareta Persdotter från Stockholm.
Efter studier vid Uppsala universitet fick han medel av Gustav II Adolf att studera utomlands. 1622 promoverades han till magister vid universitetet i Wittenberg. Året därefter hade han tjänst som konrektor vid Stockholms skola. 1626 utnämndes han till kyrkoherde i Nederluleå socken och Lappmarkerna. Några år senare benämns han prost.
Andreas Canuti var herredagsman på riksdagen 1638.
Hans första hustru var Maria Johansdotter och den andra var svägerska till Johannes Jonæ Tornæus. Barnen antog namnen Lulander och Ligelius. Sonen Canutus Andræ Ligelius halshöggs på Jönköpings torg samman med sin kumpan Gustaf Adolf Skytte.